# Paranemastoma sillii
Paranemastoma sillii is een hooiwagen uit de familie aardhooiwagens (Nemastomatidae). De originele naamcombinatie (protoniem) was Nemastoma sillii Hermann, 1871. Een volgende naamrecombinatie werd gepubliceerd als Paranemastoma sillii (Hermann, 1871) in Schönhofer 2013. Een junior subjectief synoniem is Nemastoma carpathicum Roewer 1951, gesteld door Avram (1973). Een ander junior subjectief synoniem is Nemastoma gigas Sørensen in Lendl 1894, gesteld door Staręga (1978). Verschillende anderen omvatten Nemastoma lineatum Sørensen in Lendl 1894, ook gesteld door Staręga (1978). Andere junior synoniemen staan vermeld in Staręga (1976), plus later anderen zoals Nemastoma romanium Roewer, 1951 in Martens (1978). Na 2023 de geldige combinatie is Paranemastoma sillii (Hermann, 1871). 